# توسين أجيباد
توسين أجيباد (بالإنجليزية: Tosin Ajibade)‏ ( من مواليد 17 فبراير 1987) وهي نيجيرية معروفة بسبب موقعها على شبكة الإنترنت OloriSuperGal.com. وهي أيضا أحد المنظمين لمؤتمر «الإعلام الجديد» الذي يعقد سنويا في نيجيريا.

## تعليمها
حصلت توسين أجيباد على درجة البكالوريوس في المحاسبة من جامعة ولاية لاغوس. ثم حصلت بعد ذلك على شهادة في مؤسسة الوسائط من كلية الإعلام والاتصالات، جامعة بان الأطلسي في نيجيريا.

## عملها الإعلامي
اشتهرت توسين بموقعها على شبكة الإنترنت OloriSuperGal.com في نيجيريا وجنوب إفريقيا. بدأت توسين بالعمل كمدعية في عام 2009. وقد أنشأت مدونتها في عام 2010. وفي عام 2011 ، تم تعيينها في بلاك هاوس ميديا كمديرة للويب ولكنها تركت هذا العمل في عام 2012 لكى تركز على مدونتها. وأثناء عملها على مدونتها، عملت مع العديد من دور الإعلام مثل نيتنج ومجلة أكادا وشركة لاف ماتز التي يملكها غبينغا الأول.
في عام 2014 ، تم إدراج توسين ضمن أفضل 100 امرأة مؤثرة في نيجيريا، وتعتبر مدونتها اليوم واحدة من أكثر المدونات شهرة في نيجيريا.
وهي أيضاً منظّمة لمؤتمر الإعلام الجديد الذي عُقد في نيجيريا في عام 2015 و2016. ويركز المؤتمر على إمكانات الإعلام الجديدة، خاصةً في الإمكانيات عبر الإنترنت.

## القضايا الاجتماعية
استخدمت توسين مدونتها لتلفت الأنظار إلى المشكلات الاجتماعية خاصةً التي تؤثر على النساء والفتيات. ومن الأمثلة الواضحة على ذلك قصة الاعتداء الجنسي لطالبة من قبل مدرسها. قامت توسين بنشر القصة وانتشرت الأخبار سريعاً ولفتت انتباه السلطات المختصة.

## جوائز وترشيحات
في عام 2015 ، تم اختيار توسين أجيباد ضمن قائمة النساء المئة الأكثر نفوذاً في نيجيريا التي نظمتها YNaija.